# Chickasaw (Alabama)
Chickasaw es una ciudad ubicada en el condado de Mobile en el estado estadounidense de Alabama. En el censo de 2000, su población era de 6364.

## Demografía
En el 2000 la renta per cápita promedia del hogar era de $27,036, y el ingreso promedio para una familia era de $33,125. El ingreso per cápita para la localidad era de $14,190. Los hombres tenían un ingreso per cápita de $29,074 contra $21,181 para las mujeres.

## Geografía
Chickasaw se encuentra ubicada en las coordenadas 30°45′54″N 88°5′1″O / 30.76500, -88.08361 (30.895465, -88.014760).
Según la Oficina del Censo de los EE. UU., la ciudad tiene un área total de 4.57 millas cuadradas (11.85 km²).